# Jean-Claude Caron (historien)
Pour les articles homonymes, voir Jean-Claude Caron et Caron.
Jean-Claude Caron, né le 21 juin 1955 à Montreuil est un historien français et spécialiste des révolutions du XIXe siècle,,.

## Biographie
Docteur en histoire en 1989, il soutient une habilitation à diriger des recherches en 1999. Il est en 2009 professeur d’histoire contemporaine à l’université Blaise Pascal Clermont II, puis professeur émérite à l'université Clermont-Auvergne. Il est également président de la Société d'histoire de la révolution de 1848 et des révolutions du XIXe siècle, membre du conseil d’administration de la Société d’Histoire de la Révolution de 1848 et des Révolutions du XIXe siècle et de la Société des études romantiques, enfin, associé à l’IHMC.
Il appartient au Comité d'histoire de la ville de Paris. Il a été membre du Comité de vigilance face aux usages publics de l'histoire.

## Publications
Liste non exhaustive.
Jean-Claude Caron s'est penché sur l'histoire, la signification et la postérité des soulèvements populaires (14 juillet 1789, juin 1832, 23-26 juin 1848, 6 février 1934, mai 1968...). Il soutient notamment que le lieu sur lequel se focalise la colère populaire (Louvre, Hôtel de ville, place de la Concorde…) détermine souvent l'objectif de l'insurrection, avant que les morts (les "martyrs") concourent au triomphe de l'insurrection.
Dans son livre collectif Paris, l’insurrection capitale (2015), il montre le rôle central de Paris dans les soulèvements populaires depuis le XIVe siècle jusqu'à Mai 68, en insistant sur la figure de l’insurgé parisien. Non seulement la capitale compte vingt-cinq soulèvements entre 1358 et 1871, mais elle est considérée au XIXe siècle comme « une métonymie de l’insurrection ».

### Ouvrages
- Générations romantiques : les étudiants de Paris et le Quartier latin, 1814-1851, Paris, Armand Colin, 1991, 435 p.
- La France de 1815 à 1848, Paris, Armand Colin, 1993, 190 p.
- La nation, l'État et la démocratie en France de 1789 à 1914, Paris, Armand Colin, 1995, 364 p.
- À l’école de la violence. Châtiments et sévices dans l’institution scolaire au XIXe siècle, Aubier, 1999.
- avec Jacques-Olivier Boudon et Jean-Claude Yon, Religion et culture en Europe au XIXe siècle, Armand Colin, 2001.
- L’Été rouge. Chronique de la révolte populaire en France (1841), Paris, Aubier, 2002, 348 p.
- « Les raisons d’une célébration ou l’éloge de l’engagement » (p. 7-11) et « Violences vues, violences vécues. Hugo face à la violence socio-politique » (p. 69-84), in Jean-Claude Caron et Annie Stora-Lamarre (éd.), Hugo politique, Besançon, Annales de l’Université de Franche-Comté, Presses universitaires de Franche-Comté, 2004.
- Dir. avec Frédéric Chauvaud, Les Campagnes dans les sociétés européennes. France, Allemagne, Espagne, Italie (1830-1930), Rennes, Presses universitaires de Rennes, 2005, 270 p.
- Dir. avec Philippe Bourdin et Mathias Bernard, La Voix et le Geste. Une approche culturelle de la violence sociopolitique, Clermont-Ferrand, Presses universitaires Blaise Pascal, 2005, 381 p.
- Les Feux de la discorde. Conflit et incendie dans la France du XIXe siècle, Hachette-Littérature, 2006, 358 p.
- Frères de sang. La guerre civile en France au XIXe siècle, Seyssel, Éditions Champ Vallon, 2009.
- Trois jours qui ébranlèrent la monarchie, Larousse, 2010.
- Paris, l'insurrection capitale (sous la direction de Jean-Claude Caron, avec des textes de Sylvie Aprile, Thomas Bouchet, Haim Burstin...), Ceyzérieu, Éditions Champ Vallon, 2014.
- Les Deux Vies du général Foy. 1755-1823 Guerrier et législateur, Éditions Champ Vallon, 2015, 384 p.
- Simon Deutz, un Judas romantique, Editions Champ Vallon, 2019

### Articles
- « Frédéric Ozanam, étudiant catholique », Revue d'Histoire de l'Église de France, janvier-juin 1999, tome 85, fascicule n° 214, p. 39-53
- « Usages des archives privées. Un manuscrit inédit, Le maquillage dans les prisons militaires, par Émile Réveillon, Amiens, décembre 1912 », Trames, n° 8, 2000, p. 61-76
- « "Qui aime bien, châtie bien". Le pédagogue et le corps de l’enfant (France, XIXe siècle) », Télémaque, Presses universitaires de Caen, n° 17, "L’amour des enfants", mai 2000, p. 63-72
- « La sanction à l’école : pour une histoire des rapports de classe », Cahiers Alfred Binet. Éducation, psychologie et sciences de l’enfance, n° 668, septembre 2001, dossier : La sanction. Approches plurielles, p. 11-19
- « Un siècle de science et de militance : pour une histoire savante et engagée », Revue d'histoire du XIXe siècle, n° 31, 2005, « La Société de 48 a cent ans », p. 7-12
- « Comment naissent les publications. Contexte et conditions de la renaissance du bulletin de la Société (1983-1991) », Revue d'histoire du XIXe siècle, n° 31, 2005, « La Société de 48 a cent ans », p. 45-55
- « Le "tournant" de 1845 et la prise de conscience de Michelet », journée d’étude sur Le Peuple, Université Paris VII, 21 novembre 2003, in Textuel, n°47, Comment lire Le Peuple ? Jules Michelet, Le Peuple (1846). Textes réunis par Paule Petitier, 2005, p. 51-65
- « Préface », cahiers Siècles, Centre d’Histoire Espaces et Cultures, Université Blaise Pascal, n° 19, Regards sur les sources. Histoire moderne et contemporaine, 2005, p. 3-6